# Liếm

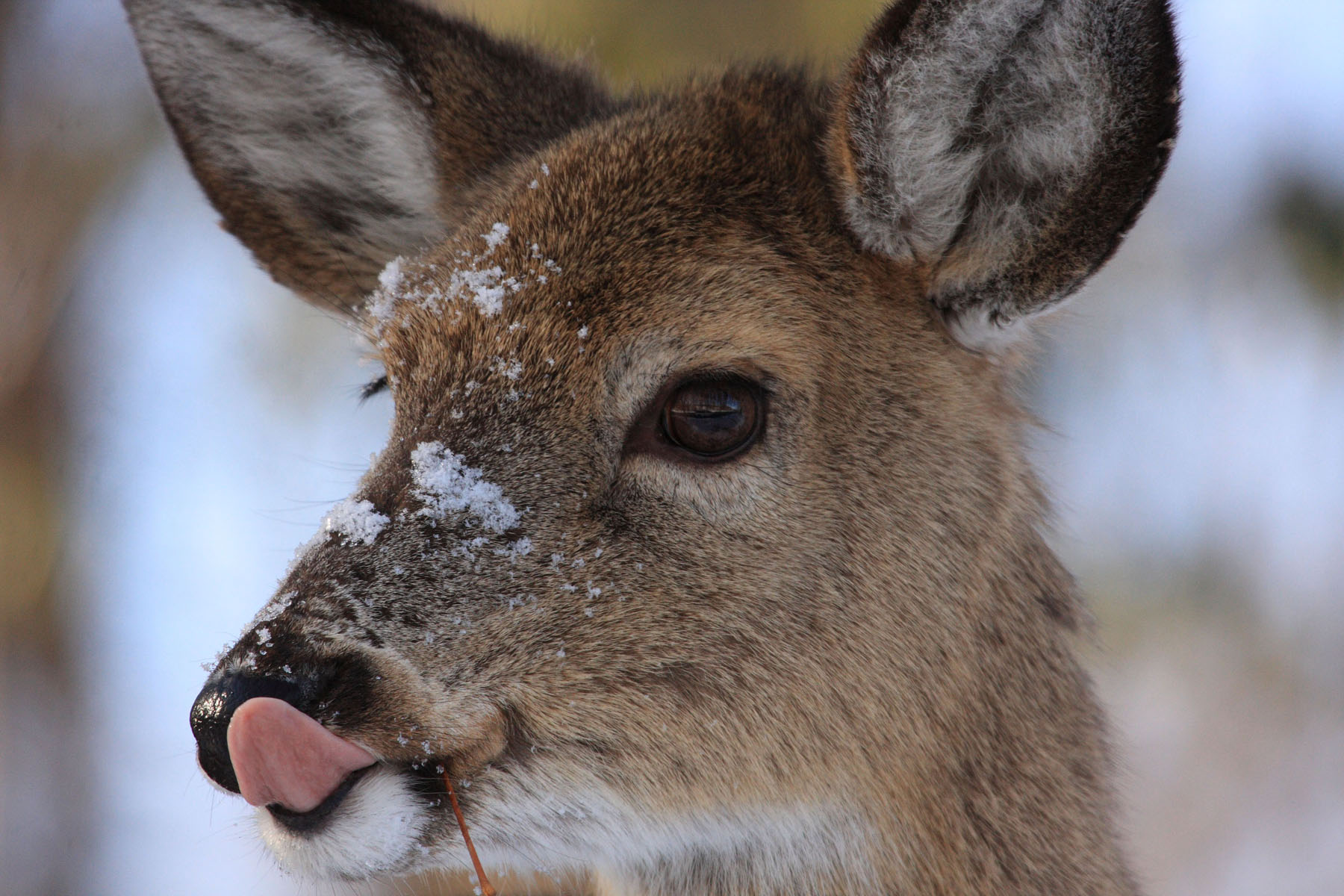
Một con hươu đang liếm tuyết trên cái mũi của nó

Liếm hay liếm láp (Licking) là hành động đưa cái lưỡi lướt qua một bề mặt, thường là để tiết nước bọt để lại trên bề mặt của một thứ, một vật gì đó, hoặc liếm để vét lấy chất lỏng, thức ăn hoặc chất khoáng trên lưỡi để nuốt vào. Liếm cũng là hành vi để giao tiếp với các động vật khác, nhiều loài động vật vừa liếm lông, vừa ăn, uống nước bằng cách liếm, liếm để thử, nếm vị thức ăn, dấu vết gì đó cũng có thể bằng cách liếm để nếm vị. Liếm còn là cách động vật chữa lành vết thương bằng việc sát trùng vết thương hở bằng nước bọt (liếm vết thương), liếm cũng là động tác vệ sinh làm sạch ở con vật nhất là khi con thú mẹ liếm người cho những con thú non hoặc con vât tự làm sạch mình bằng cách tự liếm mình. Ở con người, ngoài chức năng trên, hành vi liếm trong một số trường hợp còn là việc kích thích tình dục trực tiếp (liếm kích dục) hoặc gợi tình (liếm khơi gợi).

## Ở động vật

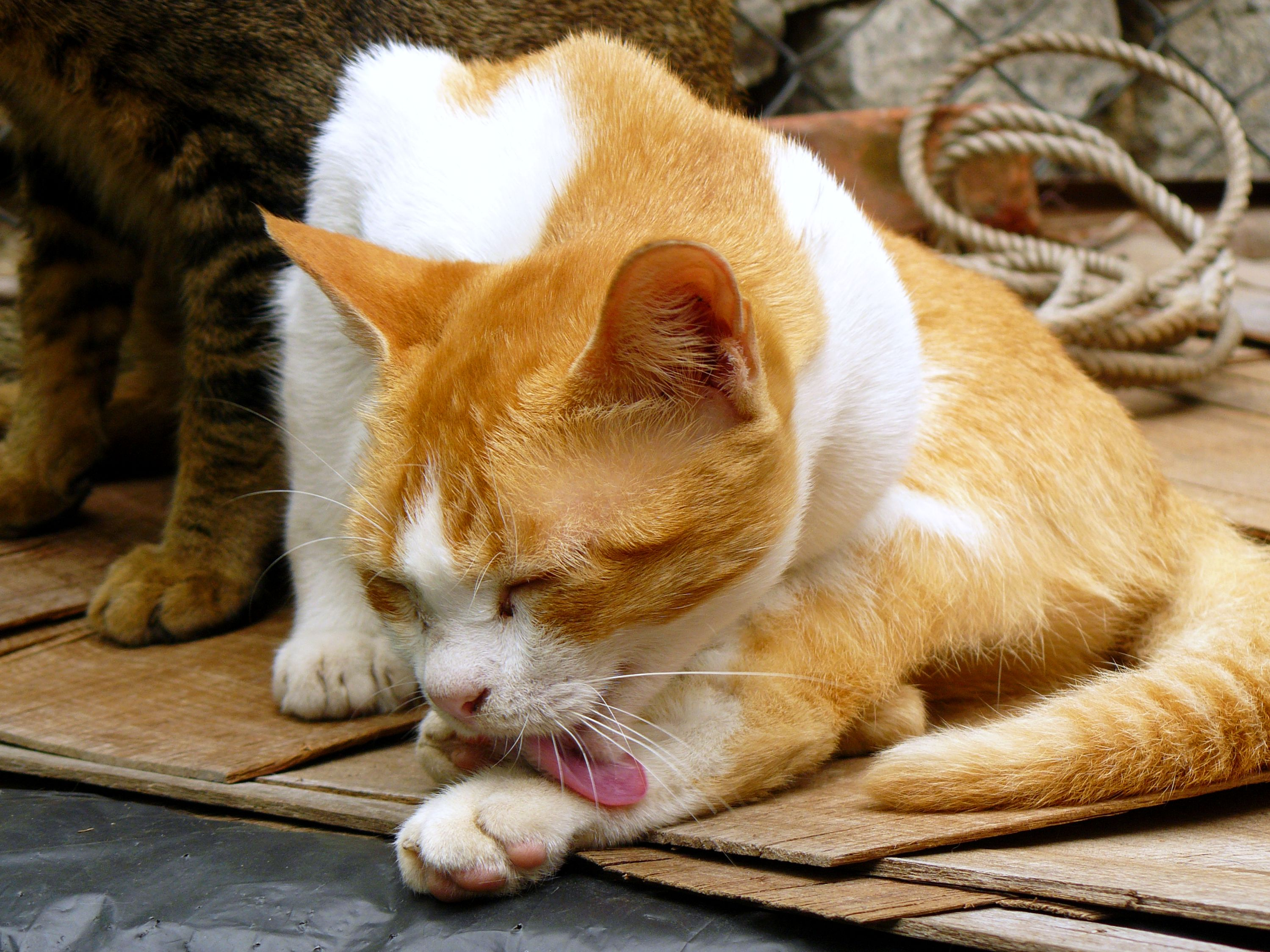
Một con mèo đang chải chuốt bộ lông bằng cách liếm lông

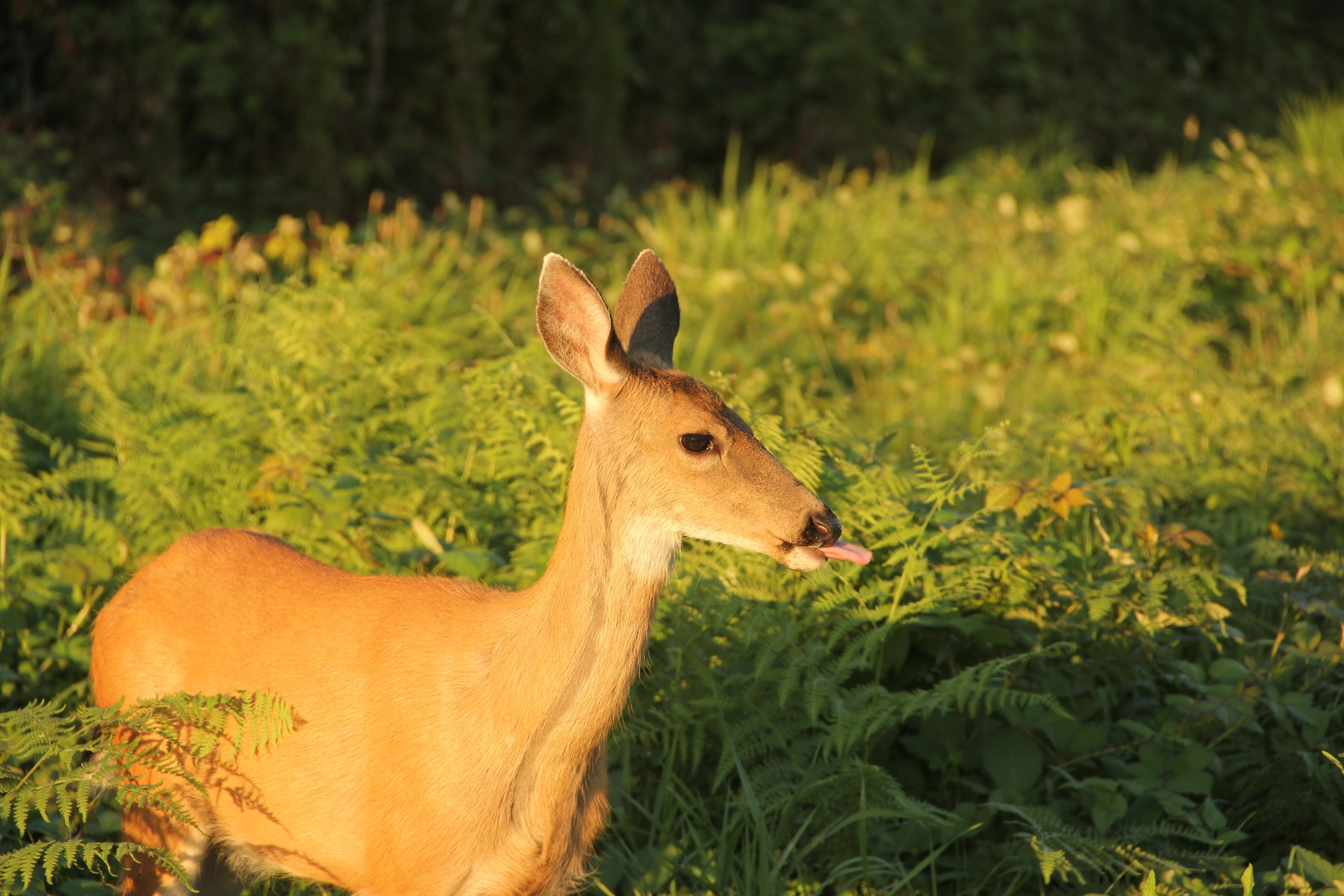
Một con hươu đang liếm cỏ để thử thức ăn

Các con vật thường liếm mọi thứ mà chúng ngửi thấy có mùi thơm nồng, khi chúng đang dò xét một thứ gì đó có mùi nồng, nặng. Liếm còn là một cách thức giao tiếp, nước bọt của loài thú thường dùng để gửi đi một thông điệp nào đó, đó là cách mà chúng có thể giao tiếp, đặc biệt là giữa thú mẹ và thú con, việc liếm lông qua lại giữa hai con chó là cách giúp chúng giao tiếp lẫn nhau vào những lần đầu chạm mặt. Liếm mép là cách thức biểu lộ sự thèm muốn. Nhiều con thú liếm để chữa lành vết thương vì nước bọt của loài thú có chứa các enzyme giúp tiêu diệt các vi khuẩn sống trên da. Loài chó có cách riêng để tự chữa lành những vết thương của chúng, đó là cách chúng tự liếm vào cơ thể, những vết thương này chỉ bao gồm các vết trầy, xướt không gây hại hoặc vết thương không sâu dù vậy loài chó cũng có thể tự làm rách miệng vết thương nếu chúng liếm quá nhiều.
Hành động liếm của động vật bao gồm liếm các con vật khác, liếm chủ, liếm móng, liếm đồ vật xung quanh để nhằm biểu lộ tâm trạng, loài chó thường tự liếm lông của mình khi chúng cảm thấy bồn chồn, nếu con chó liếm lông liên tục thì đó là dấu hiệu cho thấy chúng đang có tâm trạng tồi tệ, nếu một con thú cưng ngồi ở một góc phòng và tự liếm mình, có lẽ là chúng đang lo lắng về một điều gì đó, nếu con vật tự liếm lông của nó liên tục, thì hành động tự liếm lông quá nhiều còn có thể là dấu hiệu cho thấy da của nó đang gặp phải vấn đề sức khỏe thường khó nhận biết. Thông thường, một con chó sẽ liếm lông con chó khác để biểu lộ sự đầu hàng, đây cũng là cách chúng thể hiện sự phục tùng hoặc cũng có thể là sự mời gọi cùng chơi đùa. Liếm còn là cách thể hiện tình cảm, sự âu yếm, thường gặp ở thú mẹ và thú con hoặc các cặp đôi thú thân thiết. Liếm là cách giúp một con thú giảm bớt căng thẳng, tương tự như việc cắn móng tay hoặc cắn môi.
Liếm là một phương pháp để ăn uống. Các loài động vật ăn phấn hoa, động vật ăn mật hoa hay còn gọi là nhóm ăn nước mật và phấn hoa mà tiêu biểu là loài thú có thúi Possum mật có cái mõm dài và nhọn để đưa sâu vào bên trong đầu hoa, chót lưỡi có gai nhọn như bàn chải để liếm nước mật ngọt. Các loài thú ăn sâu bọ, ăn côn trùng gồm động vật ăn côn trùng, động vật ăn kiến như loài tê tê, thú ăn kiến có tập tính bắt mồi bằng cái miệng giống như một lỗ nhỏ và nó chỉ dùng cái lưỡi rất dài thò qua miệng, phóng và liếm tới tấp vào các khe nhỏ của tổ mối, kiến, lưỡi nó có chất dính và bằng động tác thò ra thụt vào cứ thế kiến, mối bị lôi tuột vào miệng rồi bị nuốt chửng. Hổ trước khi ăn thường liếm qua liếm lại con mồi để làm mềm thịt và loại bỏ lông, cái lưỡi của chúng thô ráp, cấu tạo lưỡi có những đầu gai nhỏ, có thể liếm rời những mẫu thịt từ xương giống như việc nạo, róc thịt. Báo săn lấy nước từ việc hút, liếm máu hay nước tiểu của con mồi của nó. Tắc kè Panmato dùng mắt để hứng sương va dùng lưỡi liếm mắt để uống nước.

## Hình ảnh

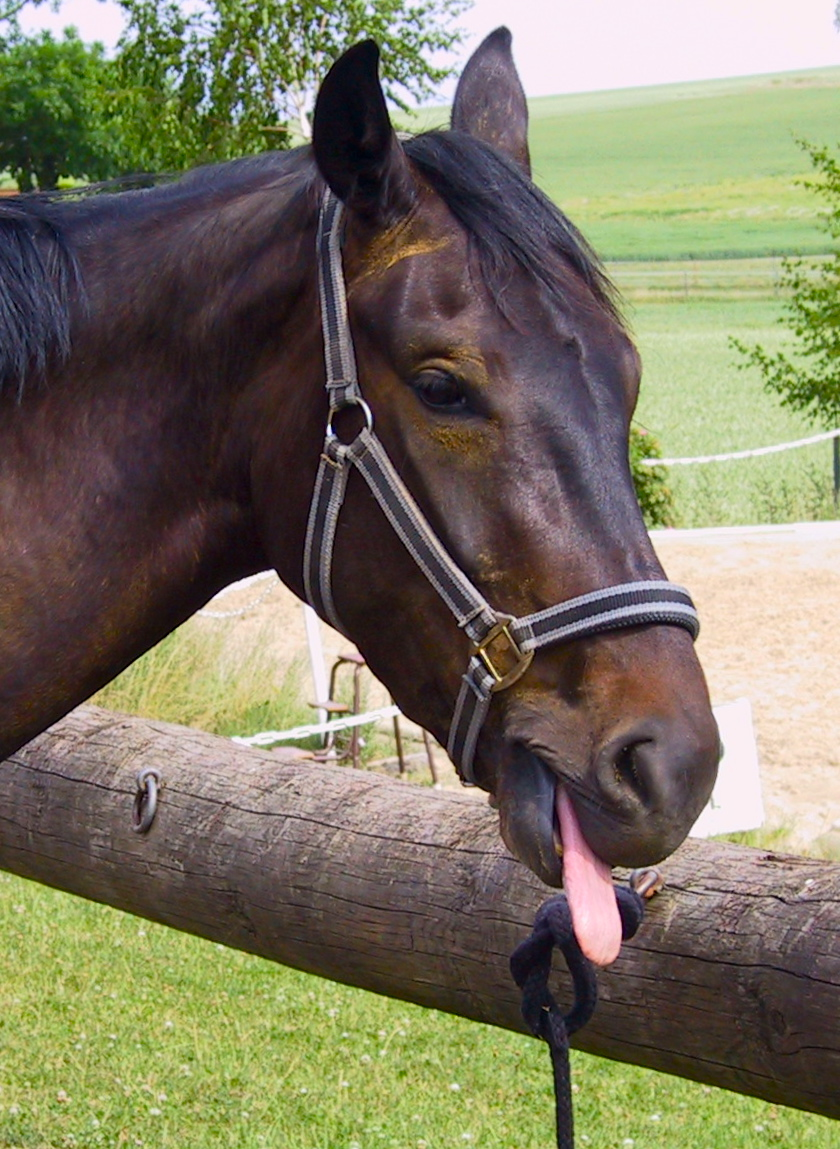
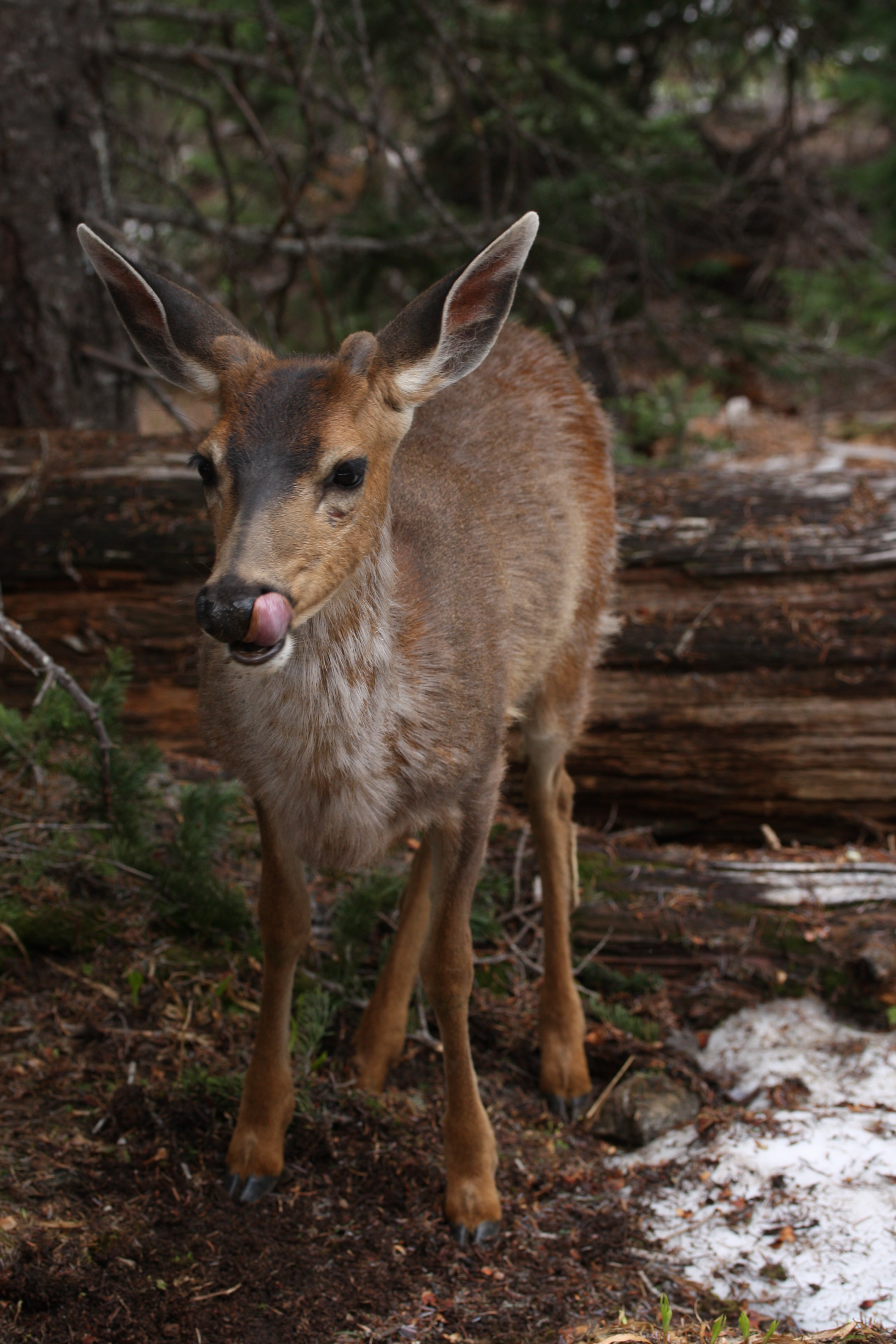
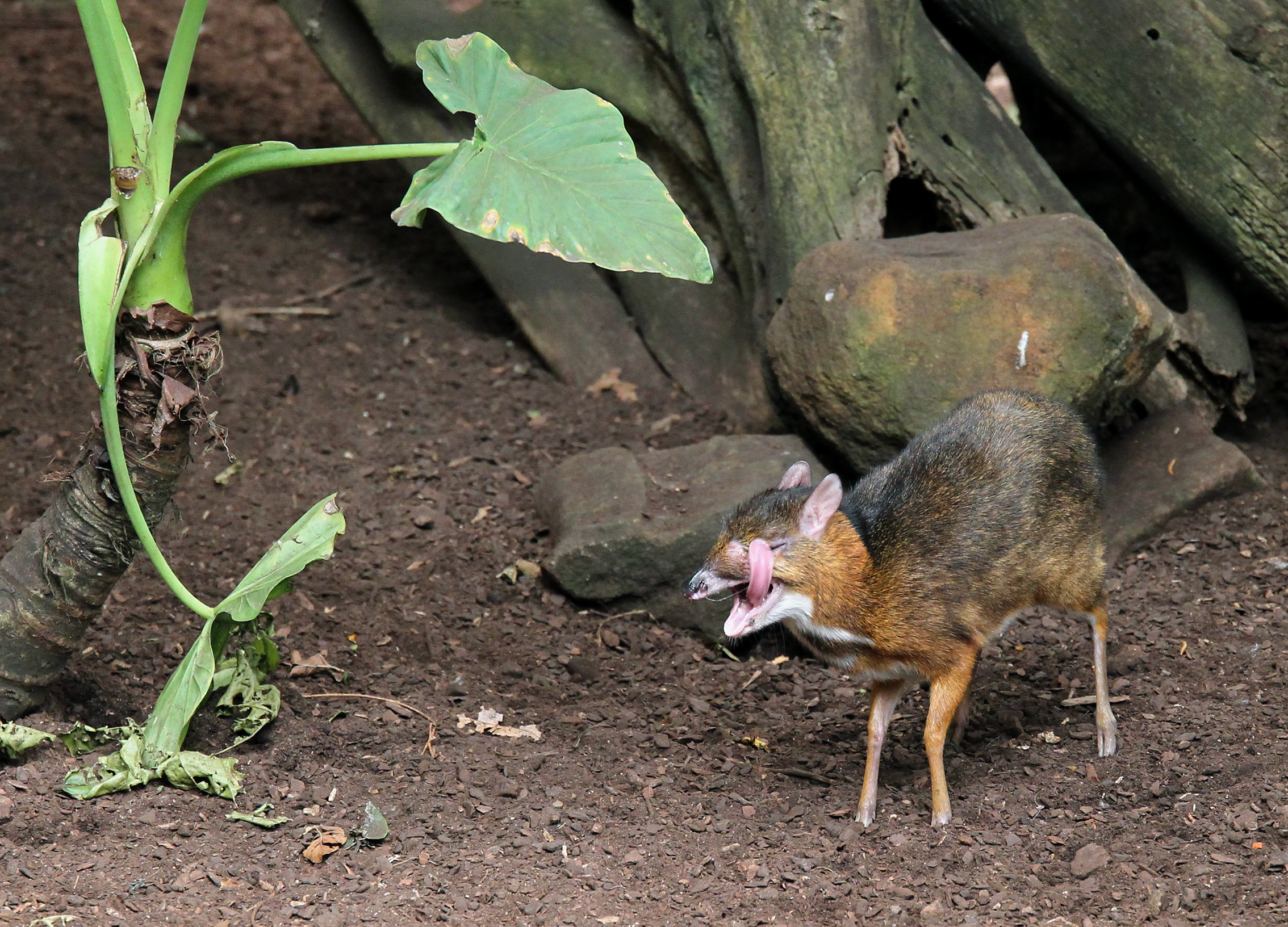
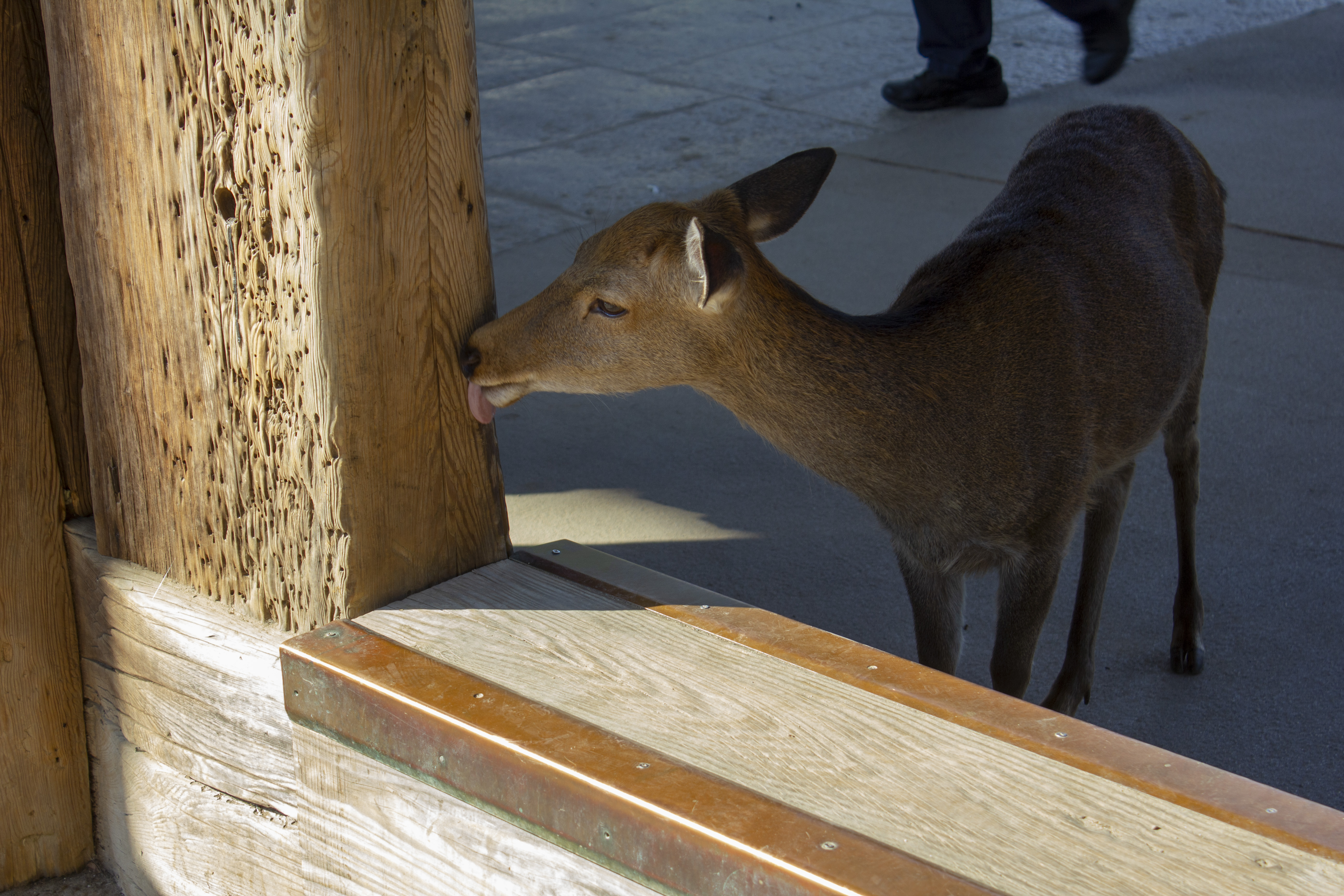
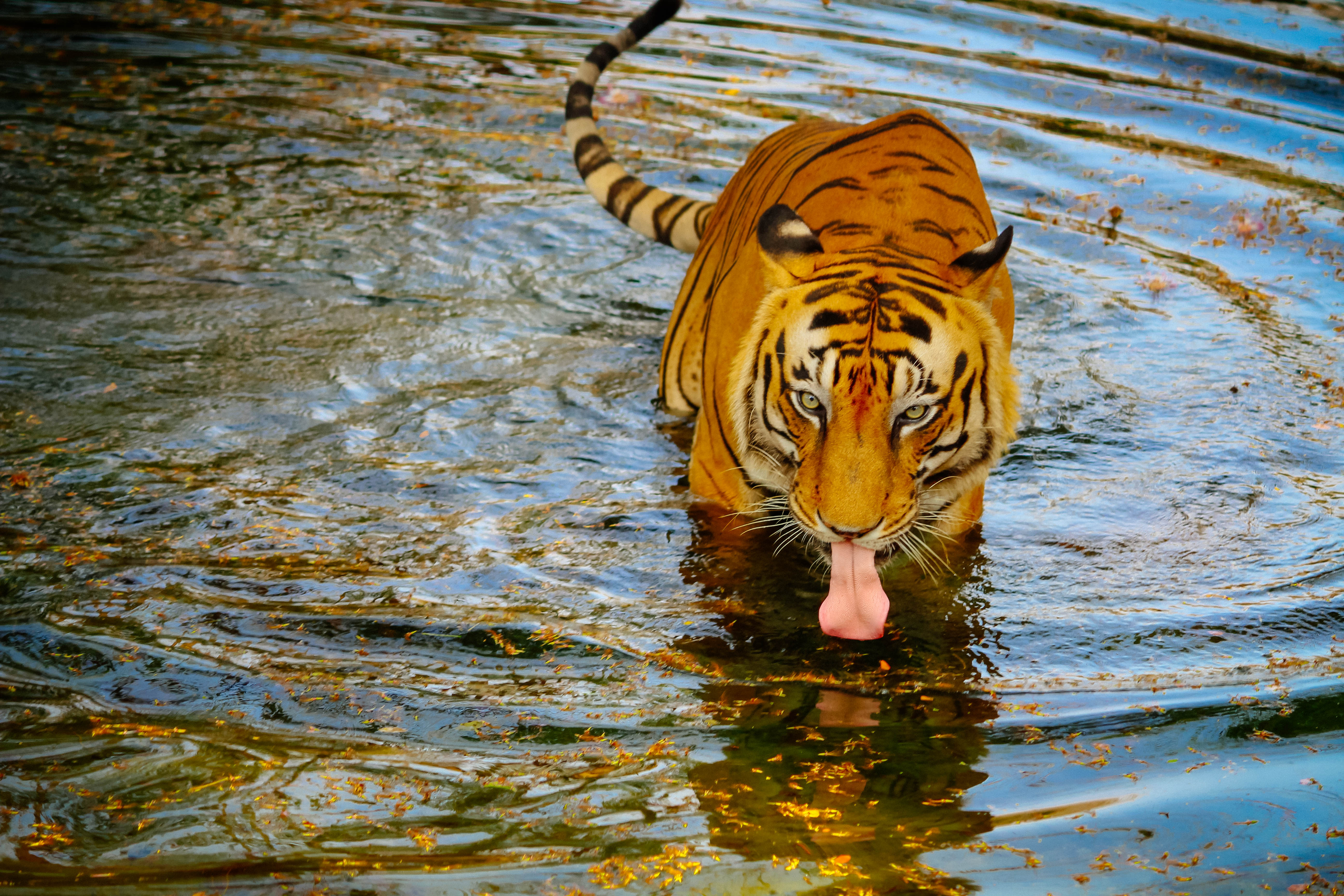
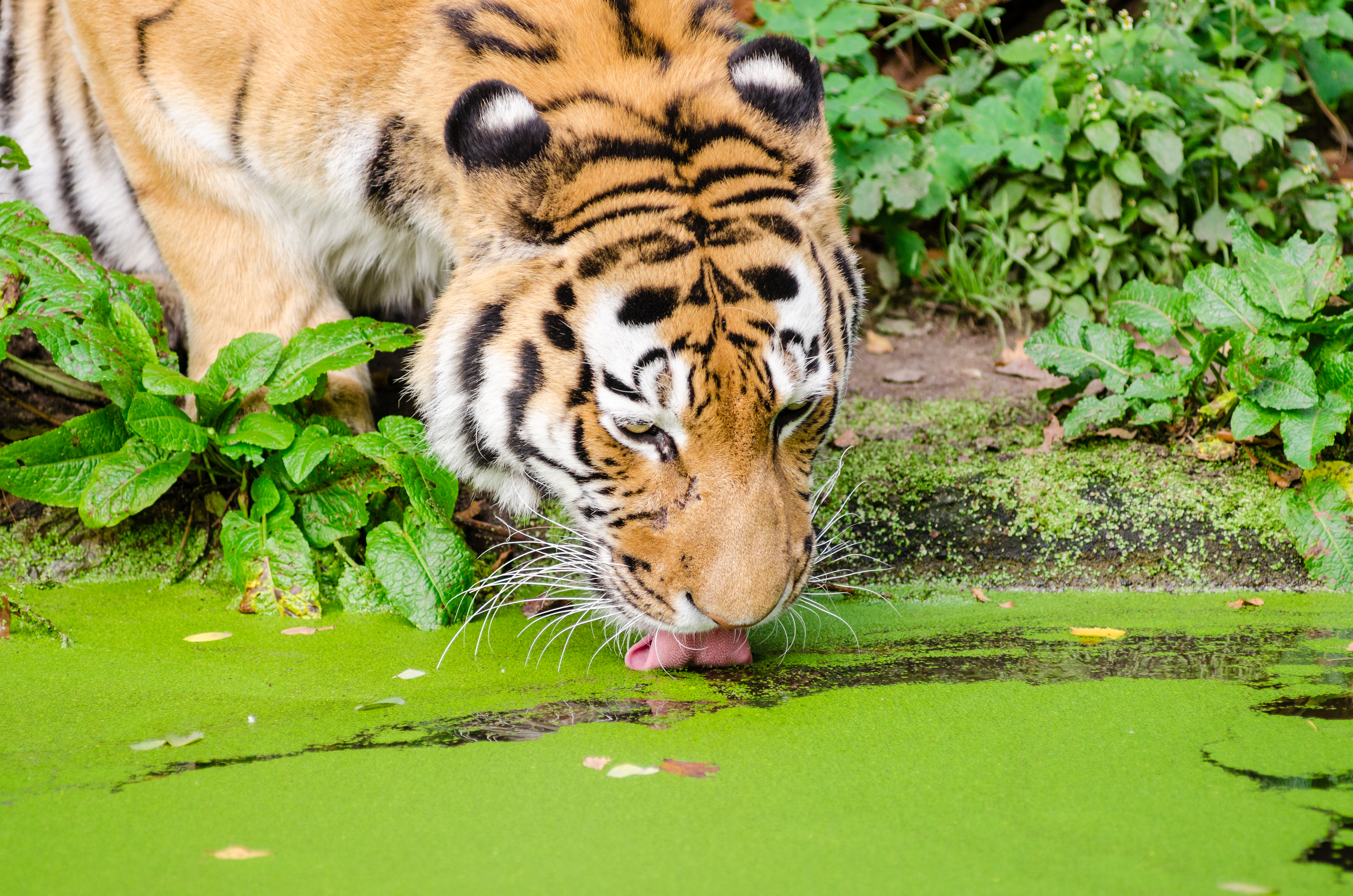
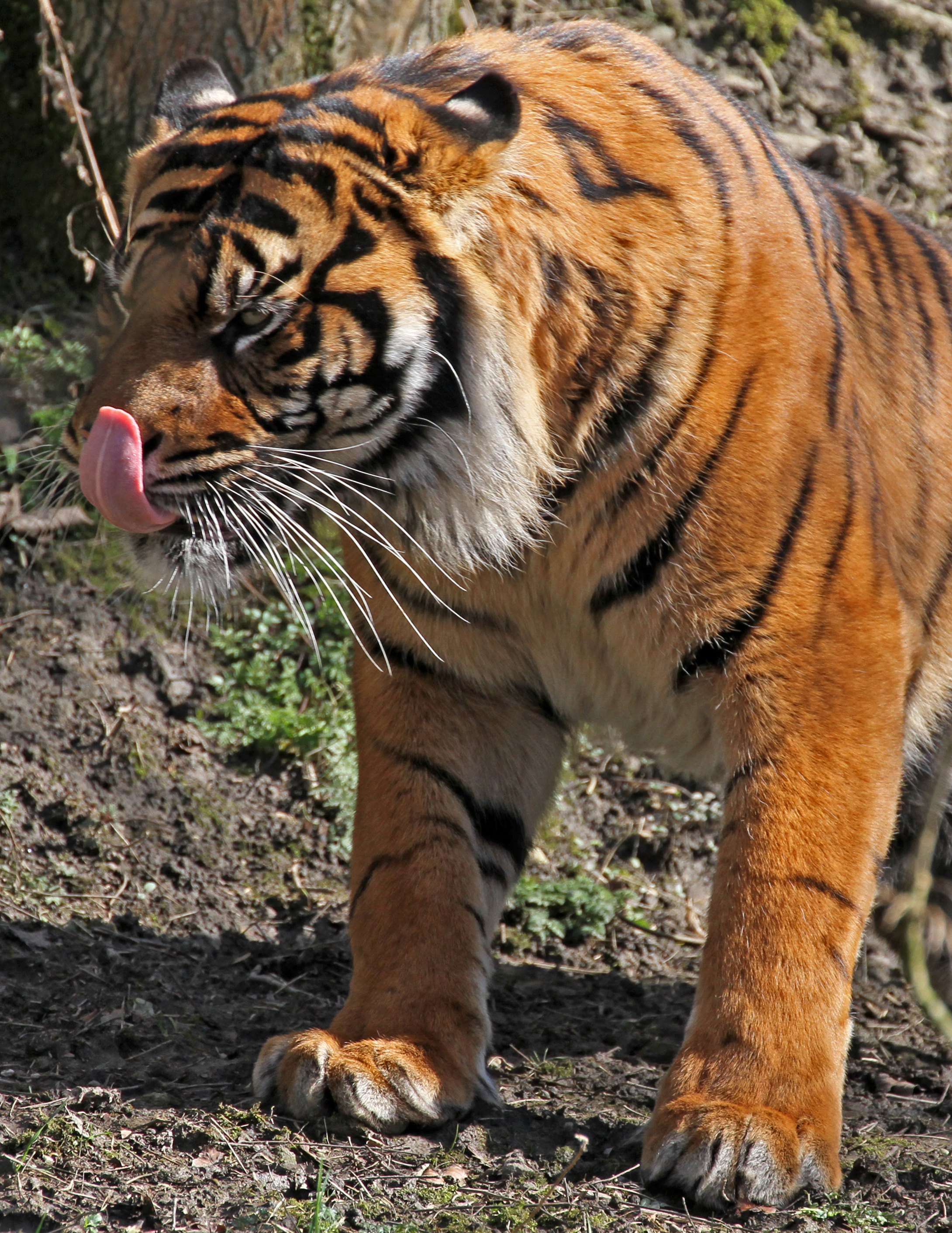
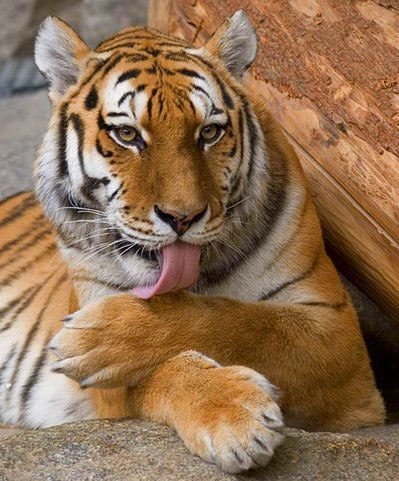
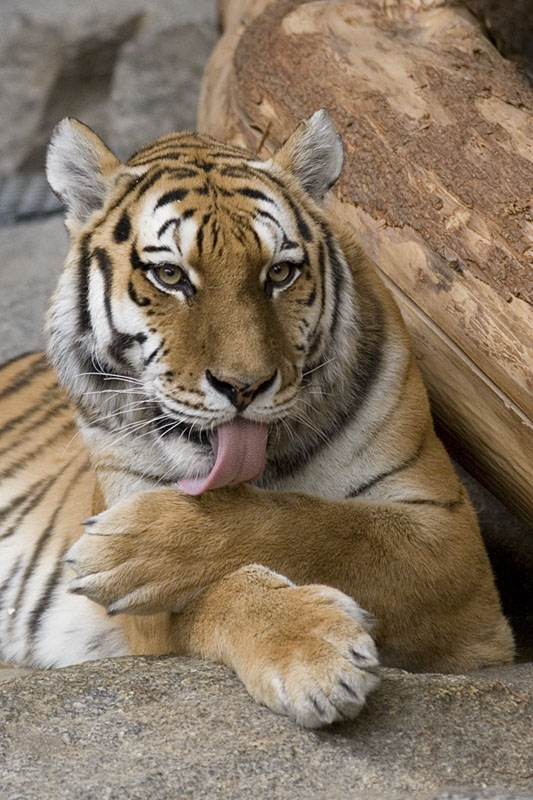
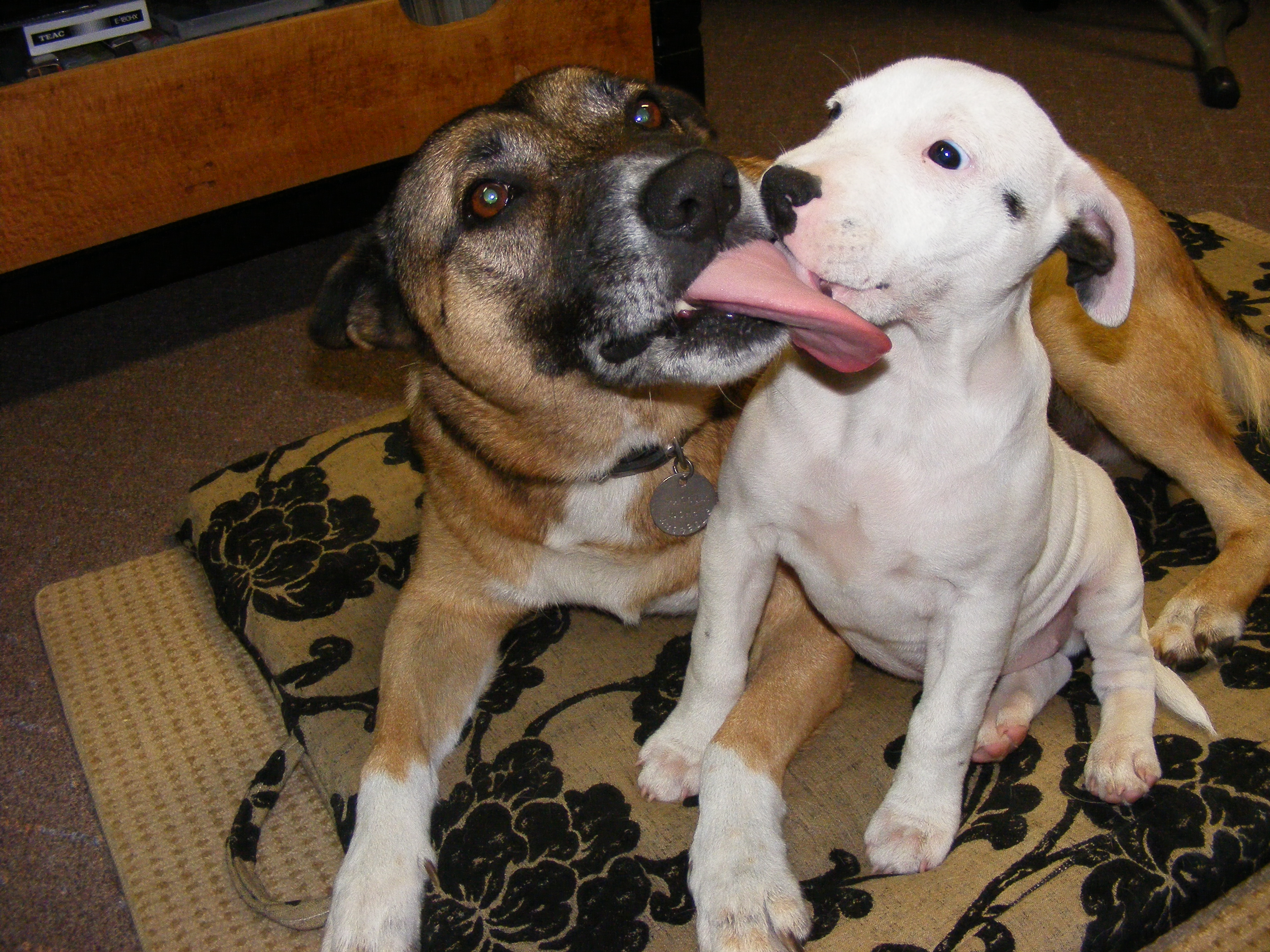
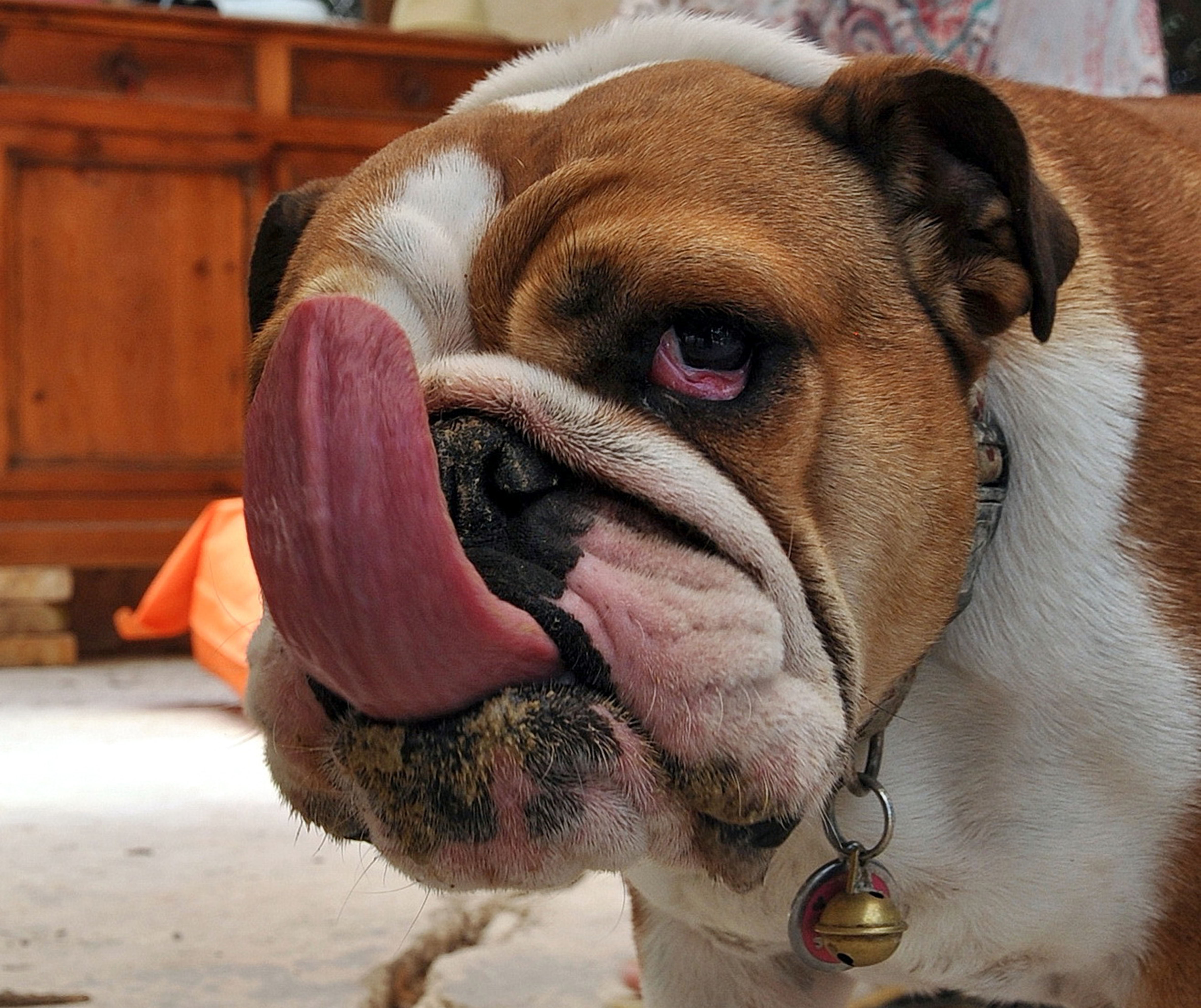
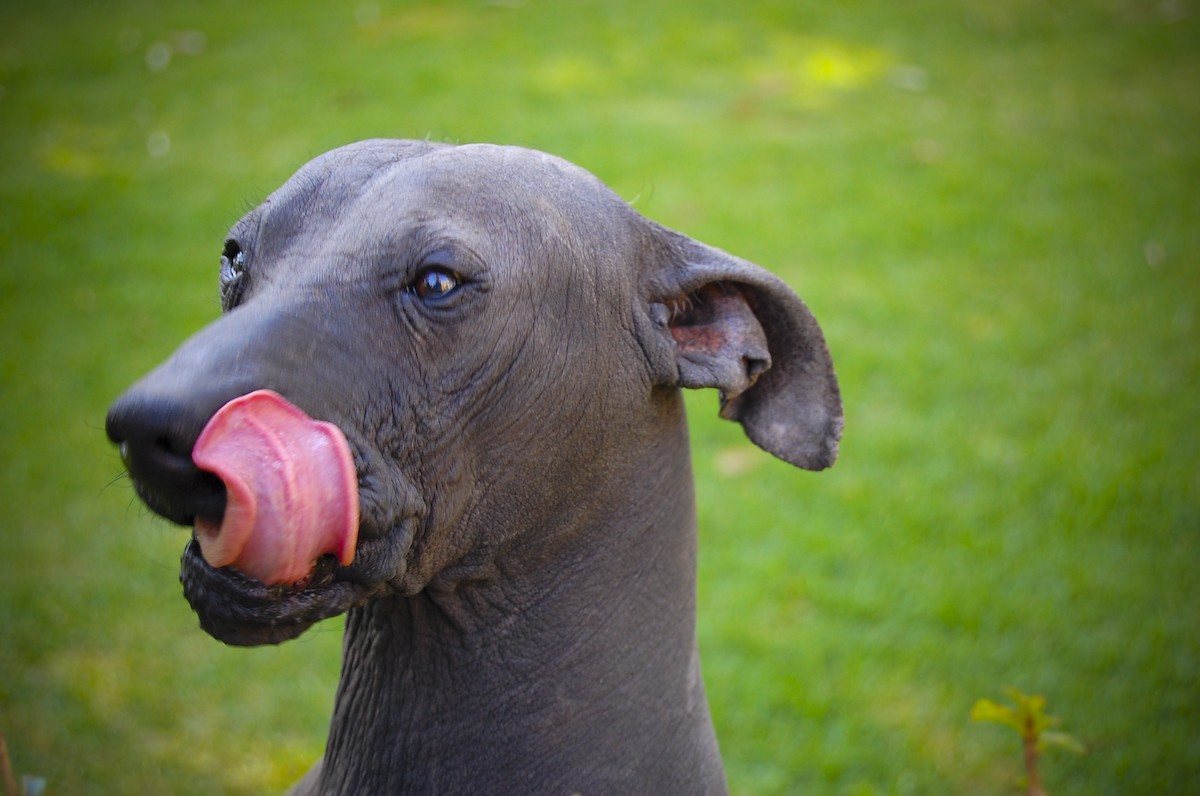
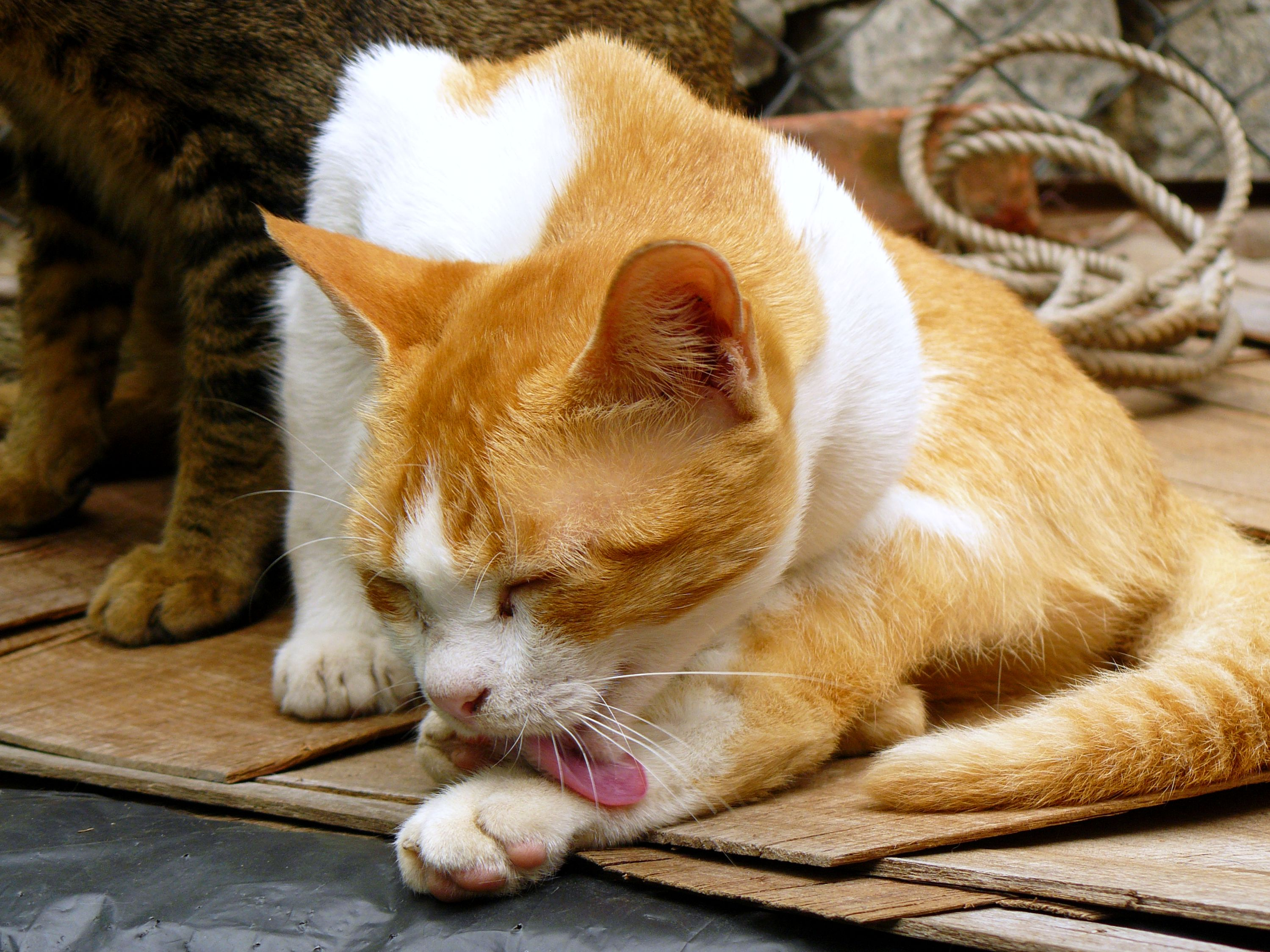
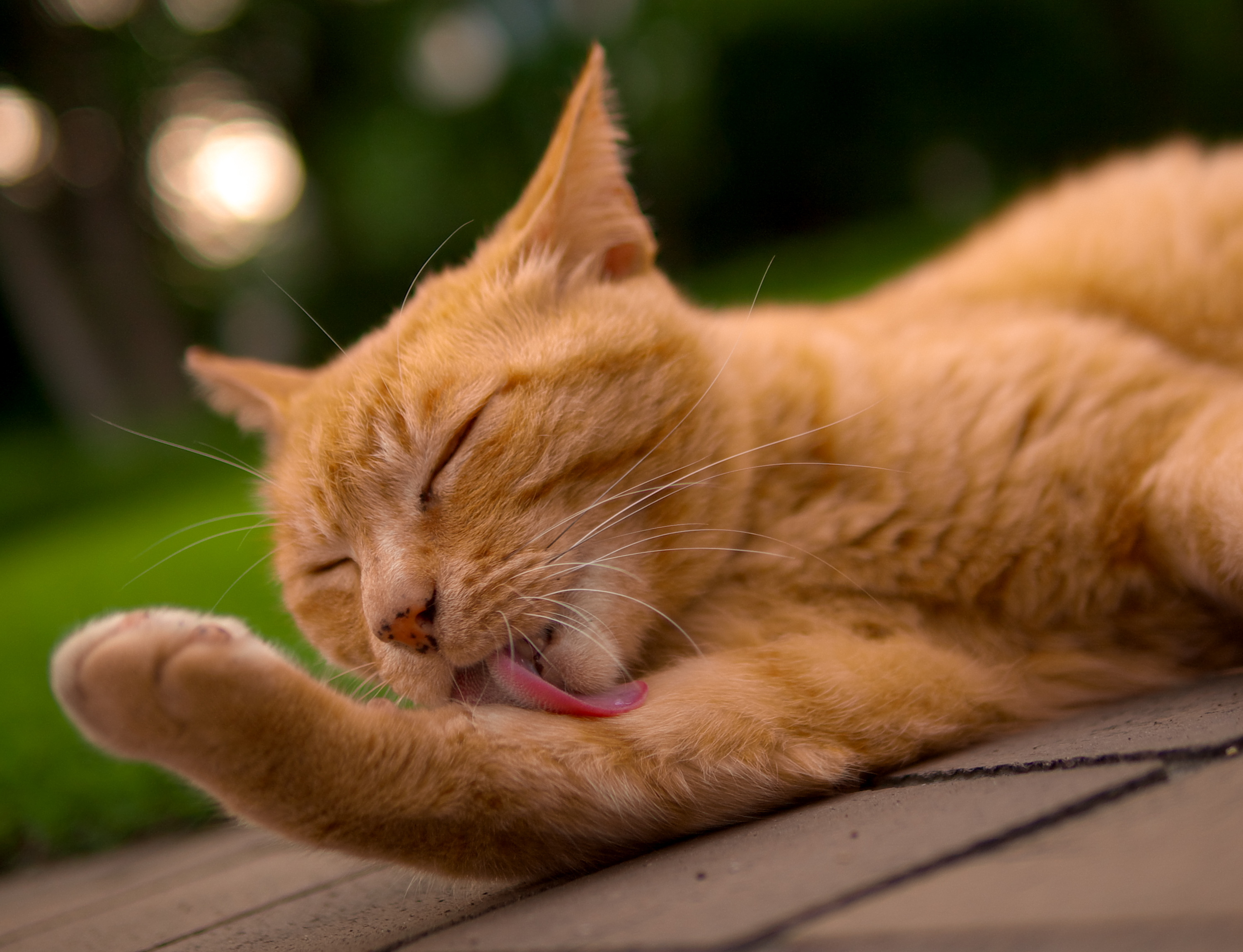
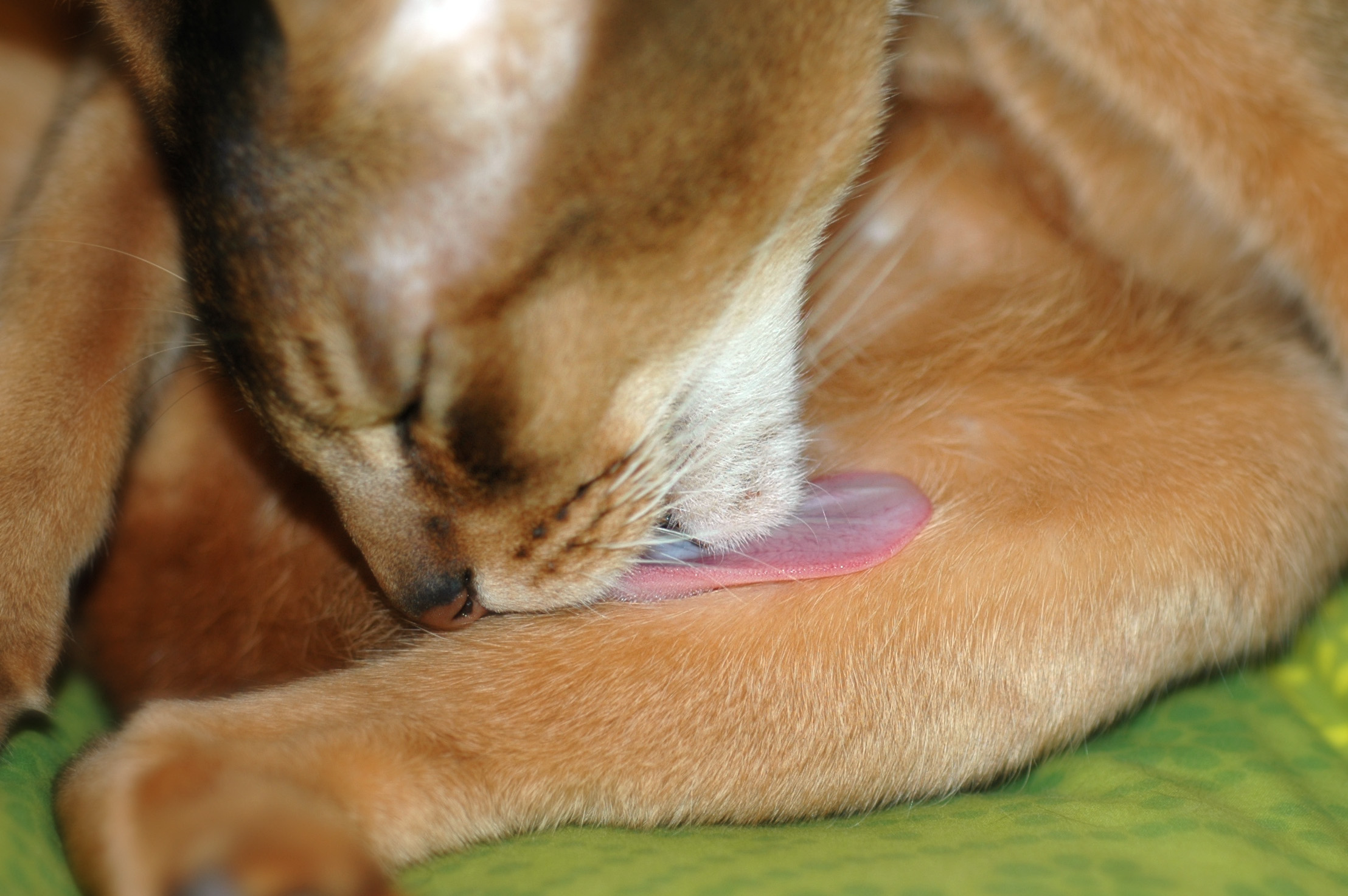
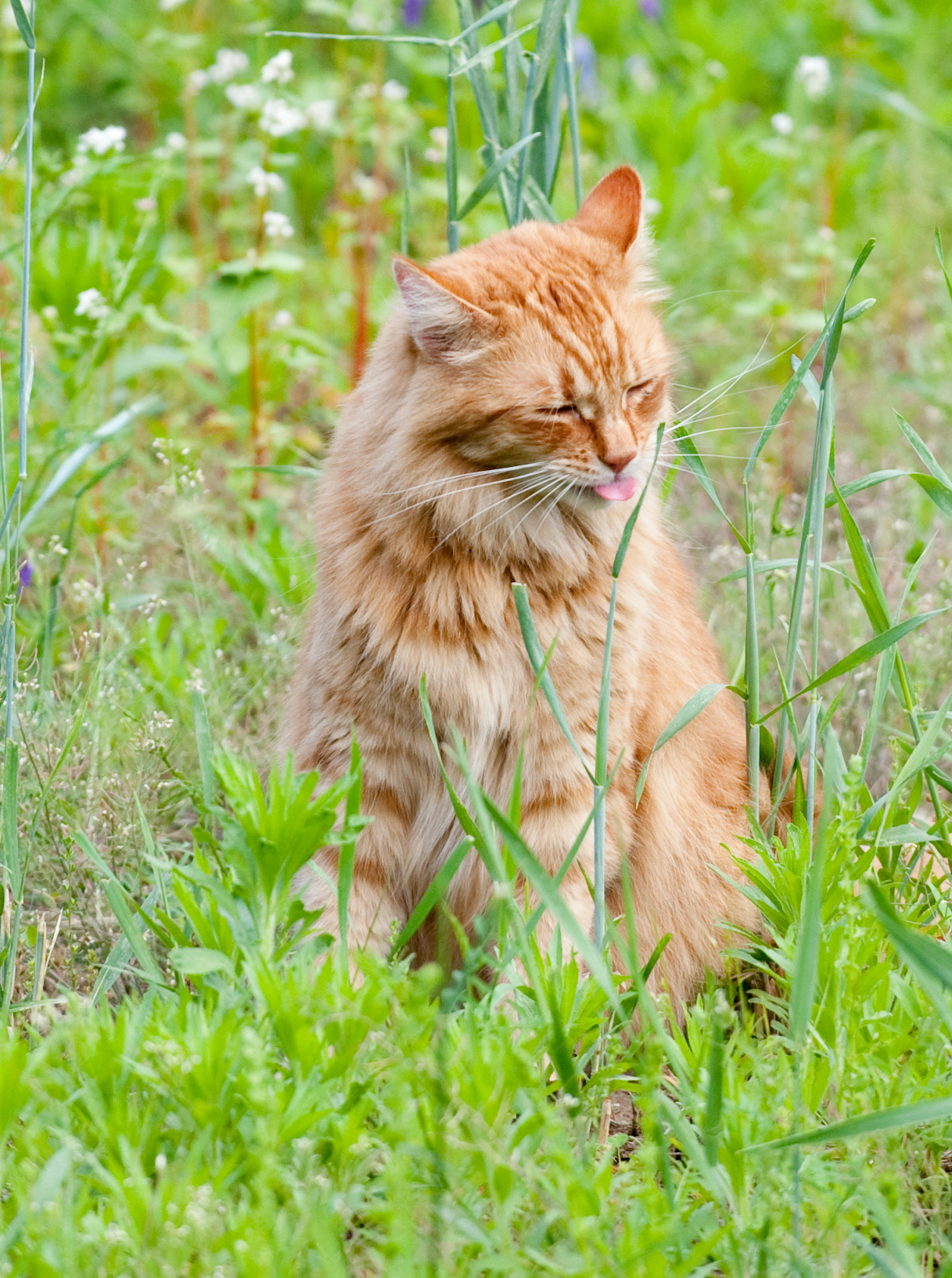
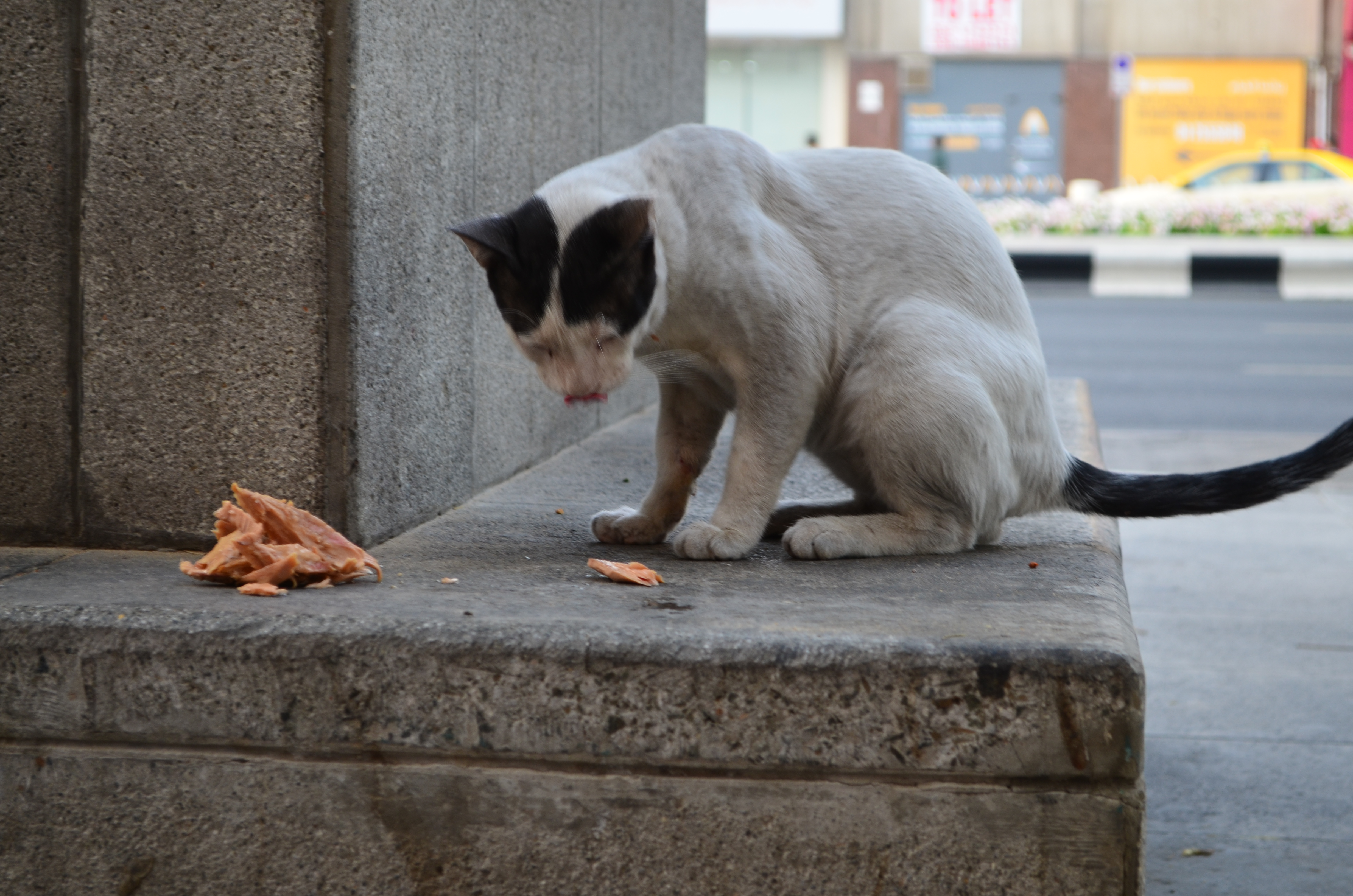
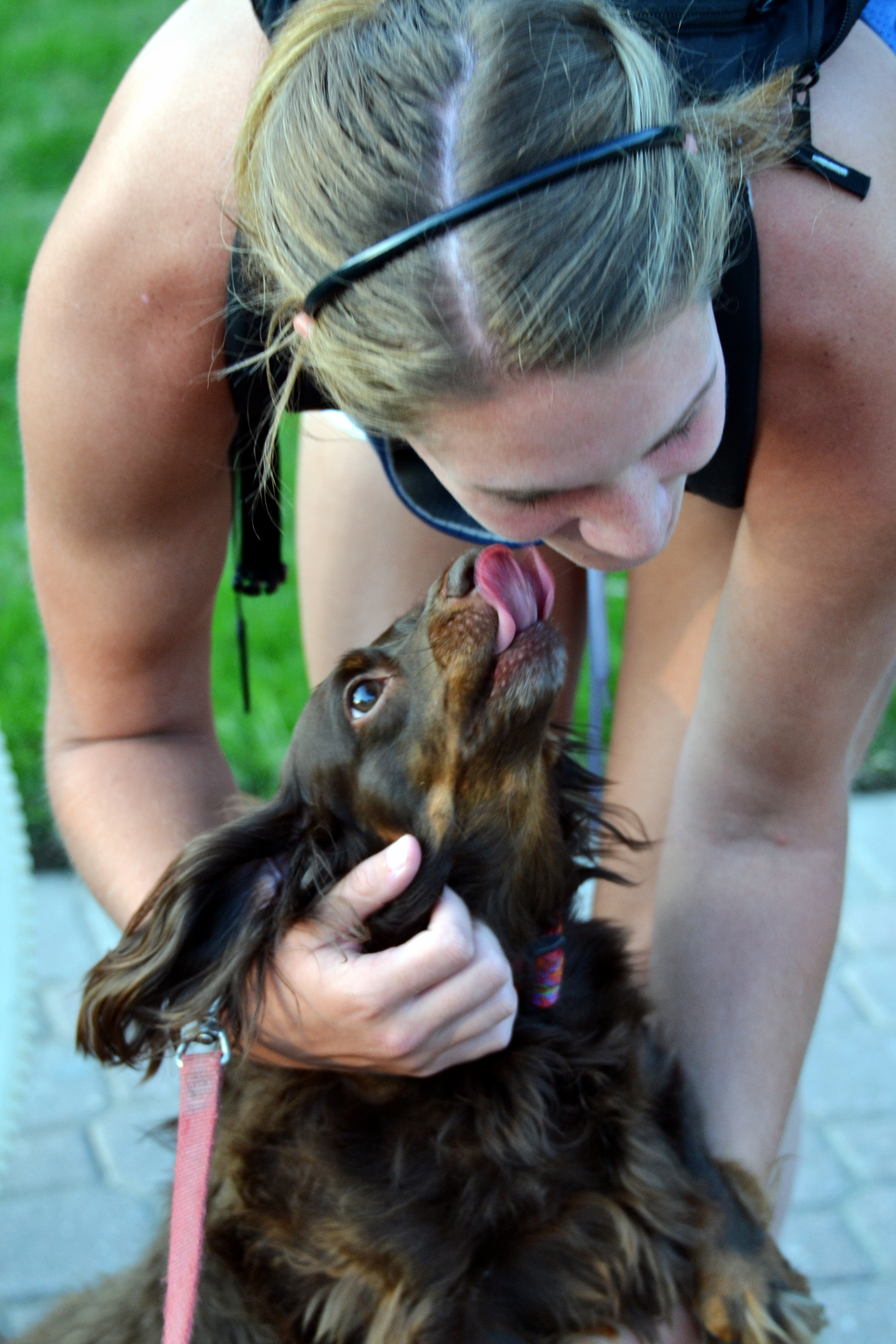
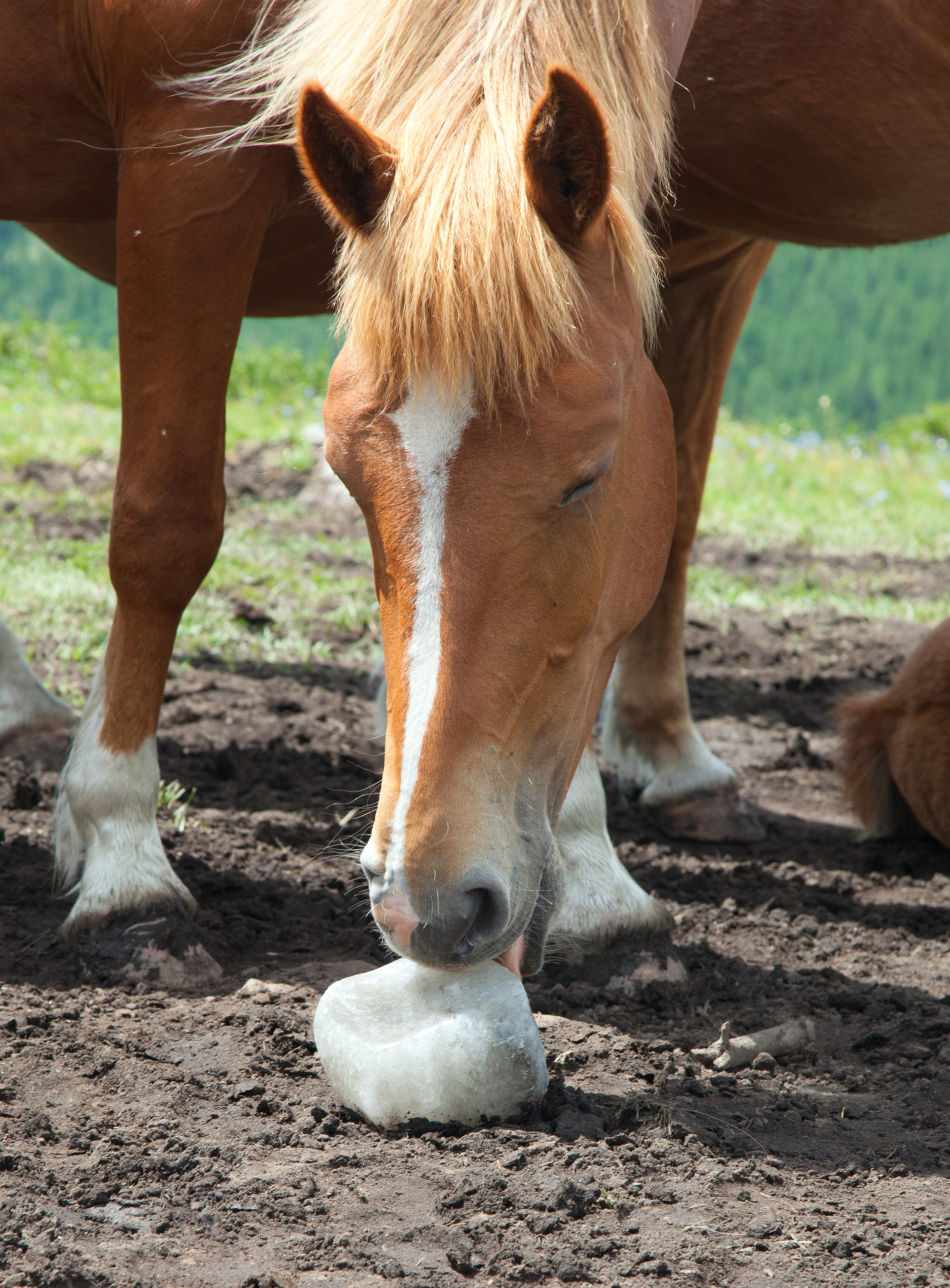
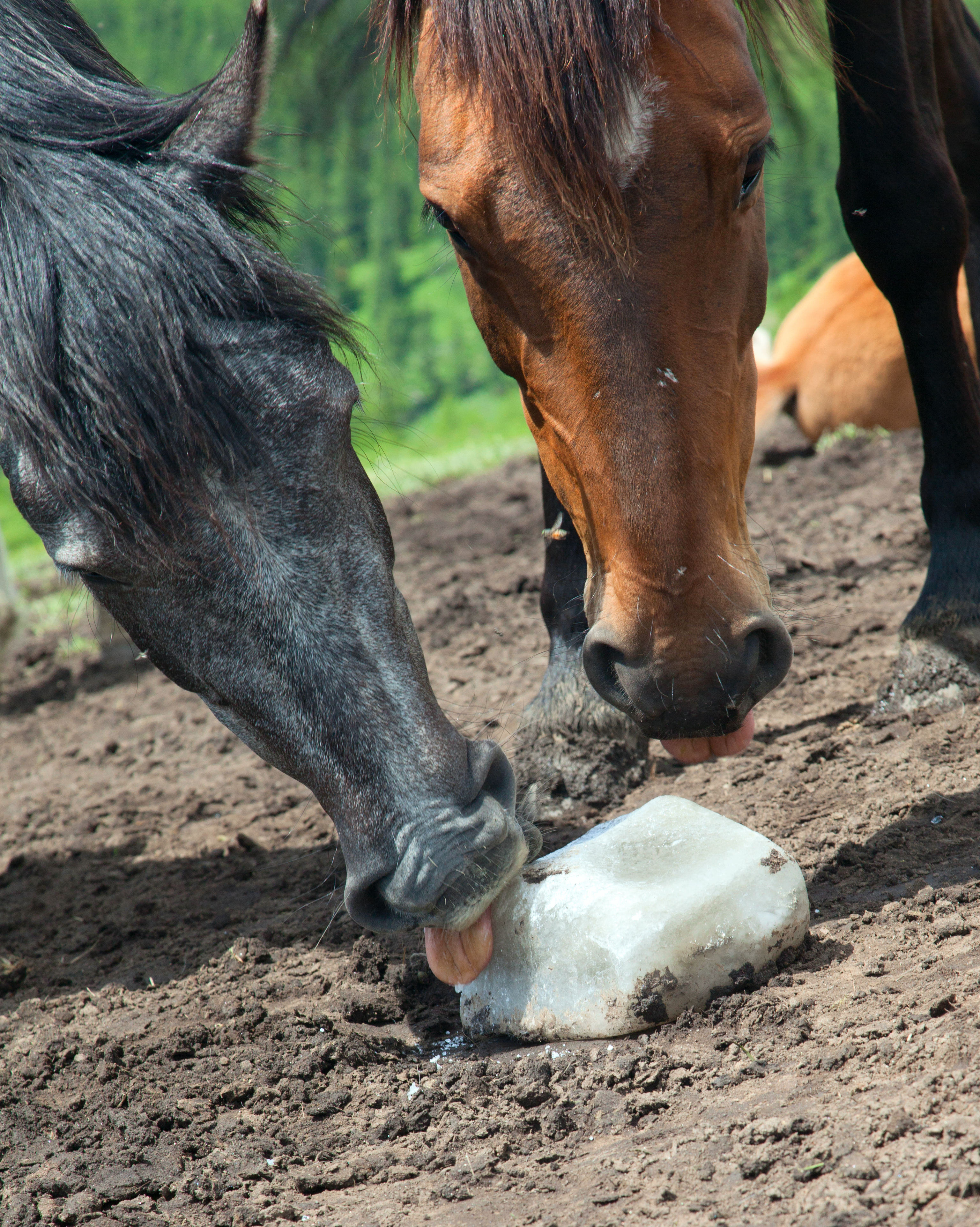
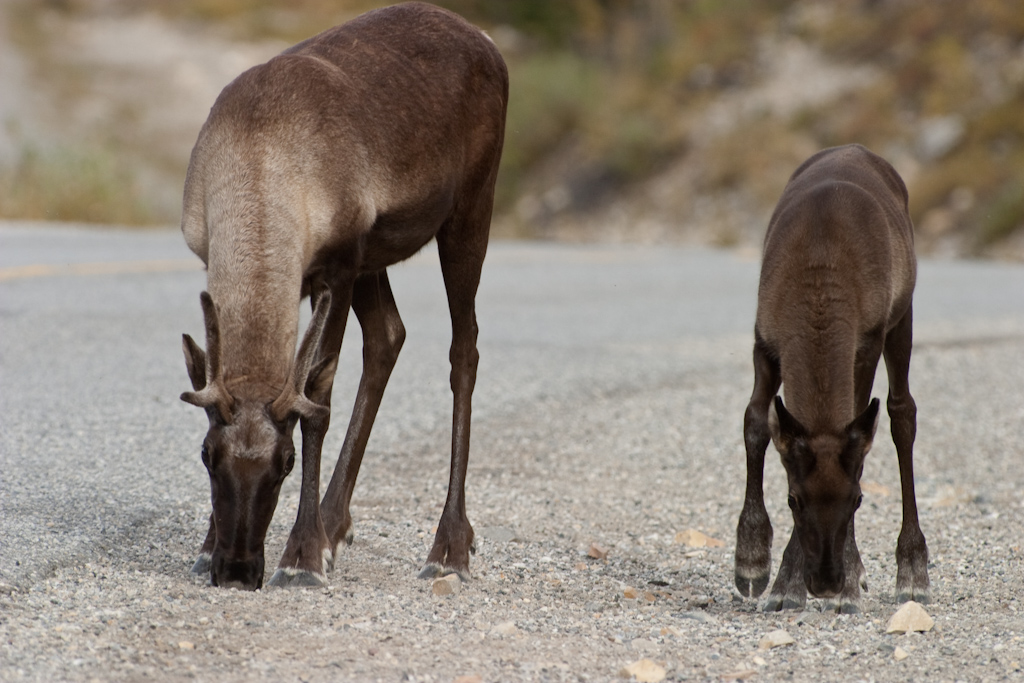
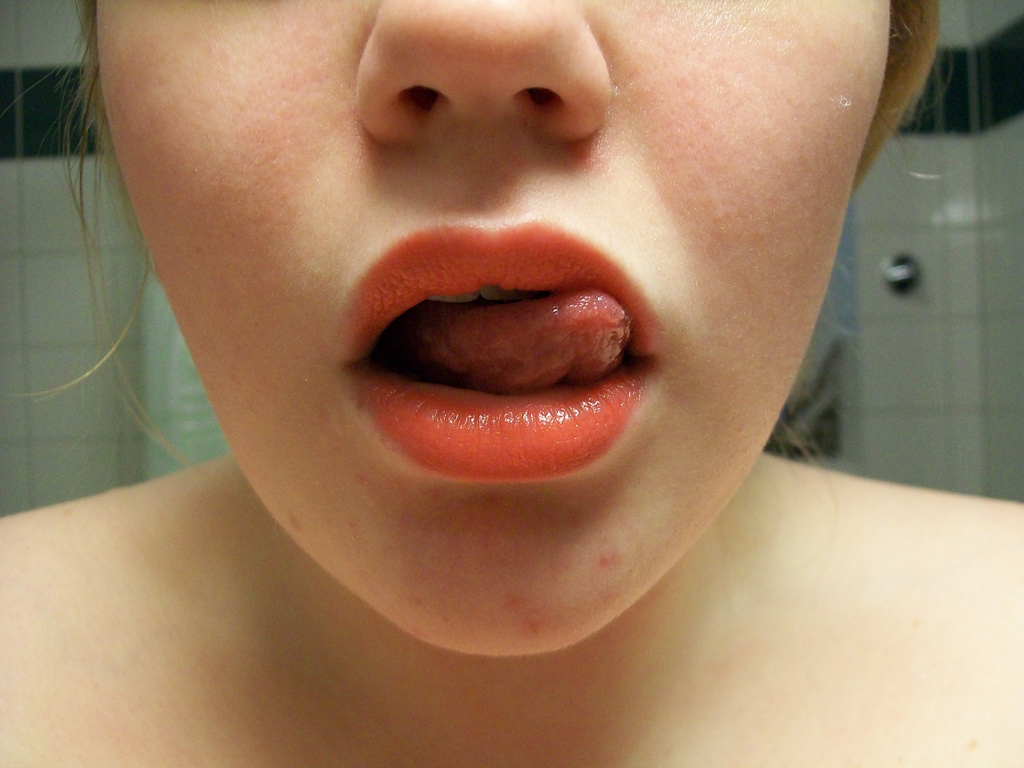
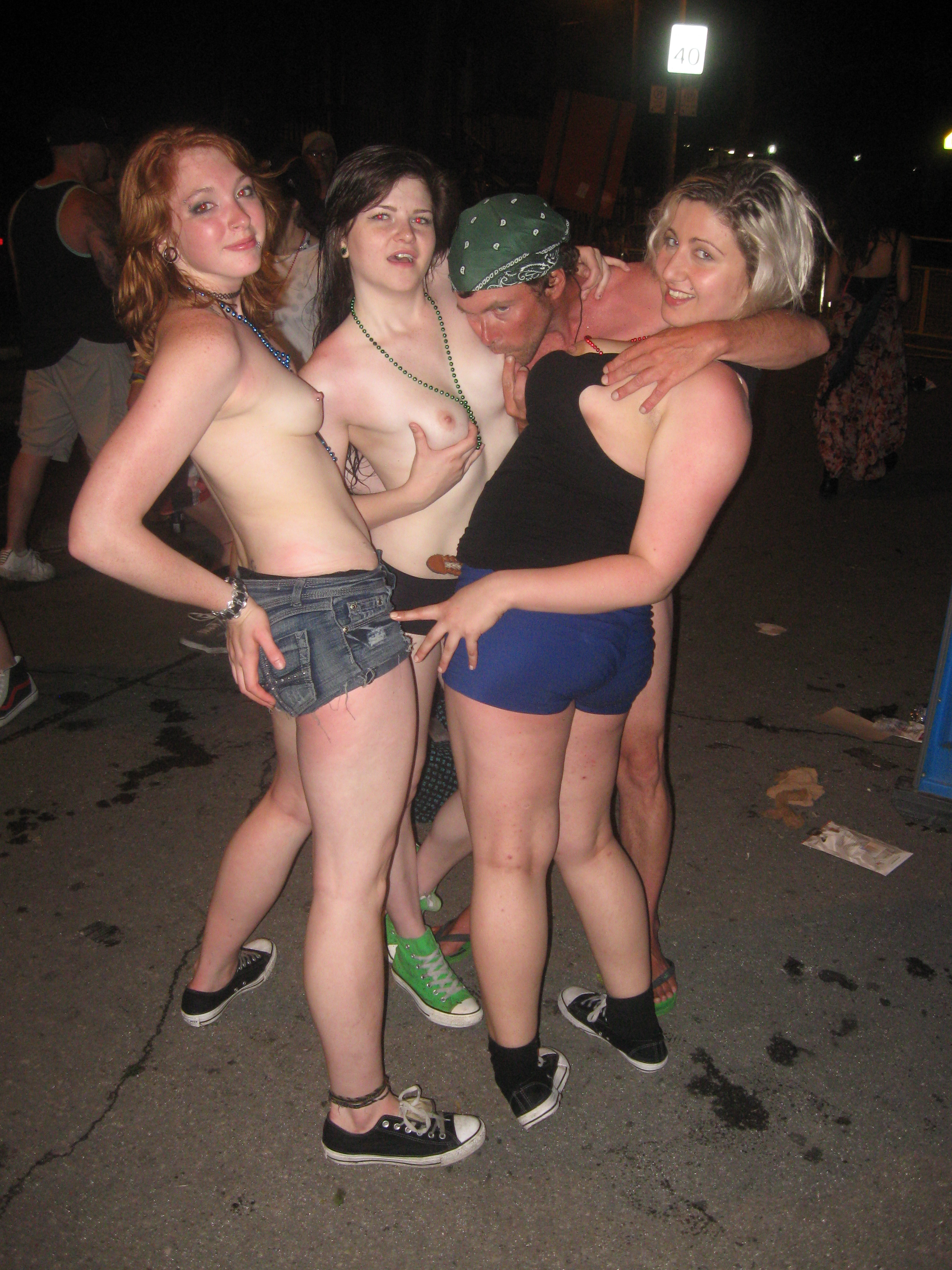

- Tập tin:Fantasy Fest 2012. Dante's Horns & Halos Pool Party. jpg